# Sanfelice
I Sanfelice furono una delle famiglie nobiliari di Napoli più note; furono anche una delle famiglie più titolate, contando numerosi feudi tra ducati, contee, principati ed altri. La famiglia era ascritta al Seggio di Montagna di Napoli e godeva di privilegi anche nelle altre città del Regno di Napoli e in Francia.

## Storia
Le origini della famiglia risalgono all'epoca normanna. Il capostipite fu Pietro Sanfelice, cavaliere normanno venuto in Italia seguendo Roberto il Guiscardo. Pietro ottenne nel 1080 la contea di Sanfelice in Terra di Lavoro, dando origine alla casata Sanfelice con i suoi discendenti. La famiglia ebbe come primo feudo Sanfelice nel 1230; poi divennero conti e marchesi di Corigliano Calabro; con l'accrescere della potenza acquisirono anche la contea di Bagnoli del Trigno. Nel XVI secolo furono ricevuti dall'Ordine di Santiago di Spagna e dall'Ordine dei Cavalieri di Malta. Nel XVII secolo divennero anche duchi di Rodi (1609), Bagnoli (1625), Laureana Cilento (1637), San Cipriano (1658), e feudatari di Agropoli (1660-1803) e Acquavella (1795); divennero anche principi di Monteverde nel 1646 e di Viggiano nel 1891. Oltre a questi feudi più rilevanti, i Sanfelice avevano posseduto oltre cinquanta feudi ed ebbero incarichi di prestigio. Nel XVIII secolo presero parte ai moti della Repubblica Napoletana del 1799.

## Personaggi illustri
- Pietro Sanfelice, capostipite della famiglia;
- Tancredi Sanfelice, figlio di Pietro, nel 1090 dona alcuni edifici nella città di Troia alla concattedrale di Troia;
- Tancredi Sanfelice, omonimo del precedente, nel 1187 partecipa ad una delle Crociate con 53 soldati appartenenti ai suoi feudi;
- Pietro Sanfelice, Conte di Corigliano nel 1239, fece parte dei comes. L'Imperatore Federico II di Svevia gli affidò alcuni prigionieri catturati in Lombardia;
- Giordano Sanfelice, familiare di Carlo I di Napoli, fu Giustiziere della Basilicata e Vicario Generale all'isola di Corfù (1284);
- Pietro Sanfelice, Vicario in Terra di Lavoro e Viceré della Calabria nel 1343;
- Paride Sanfelice, Vicario in Terra di Lavoro e Luogotenente della Camera della Sommaria nel 1392;
- Antonio Sanfelice, erudito e letterato napoletano vissuto nel XVI secolo;
- Giovanni Tommaso Sanfelice, Governatore di Perugia, Vescovo di Cava de' Tirreni nel 1520 e Generale Commissario del Sacro Concilio di Trento;
- Giovanni Vincenzo Sanfelice (ca. 1575-1645), governatore e maestro di campo in Brasile dove sconfisse gli Olandesi e fu anche maestro di campo nelle Fiandre durante i combattimenti della guerra dei Trent'anni. Fu anche primo principe di Monteverde[1];
- Giuseppe Maria Sanfelice, Arcivescovo di Cosenza, Governatore di Fermo, Imola e Perugia e nel 1652 Nunzio Apostolico a Colonia (Germania);
- Camillo Sanfelice, nobile napoletano, padre di Ferdinando Sanfelice;
- Antonio Sanfelice, vescovo di Nardò, fratello maggiore di Ferdinando Sanfelice;
- Ferdinando Sanfelice (Napoli, 1675 - Napoli, 1º aprile 1748), architetto e nobile napoletano, fu uno dei maggiori esponenti del barocco napoletano;
- Fortunata Sanfelice, figlia di Ferdinando, nobildonna e architetto per diletto;
- Andrea Sanfelice (Napoli, 31 marzo 1763 - Napoli, 28 agosto 1808), marito di Luisa Sanfelice - Reggente della Reale Biblioteca di Ferdinando delle Due Sicilie;
- Luisa Sanfelice, seguace della Repubblica Napoletana  fu giustiziata per volere di re Ferdinando al suo ritorno al potere a Napoli.
- Nazario Sanfelice, sindaco di Napoli dal 1839 al 1847;
- Guglielmo Sanfelice d'Acquavella (Aversa, 14 aprile 1834 - Napoli, 4 gennaio 1897), cardinale e arcivescovo di Napoli dal 1880.

## Edifici di rilievo

### A Napoli
- Palazzo Sanfelice, eretto agli inizi del XVIII secolo come abitazione privata dall'architetto Ferdinando Sanfelice.
- Palazzo Sanfelice di Bagnoli, edificio del '500 situato in via Monte di Dio a Napoli e appartenuto a questa famiglia.
- Palazzo Sanfelice di Monteforte,  ubicato nel viale Gramsci. Commissionato da Tommaso di Savoia ad Augusto Ghidini nel 1879, venne però acquistato ed abitato ancor prima del suo completamento dai Sanfelice di Monteforte.
- Palazzo Pisanelli, edificio di origini tardo- medievali, acquistato e ristrutturato agli inizi del XVIII secolo dall'architetto Ferdinando Sanfelice per il figlio Camillo. Sulla sommità del portale vi è lo stemma quadripartito che riporta anche l'arme dei Sanfelice.

### In altri luoghi
- Villa Pandola Sanfelice a Lauro, edificio dell'800 che alla fine del medesimo secolo passò dalla famiglia Pandola a quella Sanfelice di Monteforte tramite un matrimonio[2].

## Vie dedicate
- Via Guglielmo Sanfelice a Napoli.
- Vico Ferdinando Sanfelice (zona Sanità) a Napoli.
- via Luigia Sanfelice
- via carceri Sanfelice